# ピアノ (みんなのうた)
「ピアノ」は、1997年6月から7月まで、NHKの番組『みんなのうた』で放送された曲。作詞・作曲・歌：みなみらんぼう。

## 概要
イントロのメロディーはモーツァルトのピアノソナタ第13番第1楽章がモチーフになっている。
番組で使用されたアニメーションは、古川タクが制作を手掛けた。
歌詞は「ピアノ」の立場で書かれており、1番は「君」が、古く音の悪い「ピアノ」をふざけてたたいて変な音を出していたら、ある日叱られてしまう。2番では「ピアノ」の悪い音を直してから、「君」は「ピアノ」に熱中。そして、5年経ち、「君」はコンサートに出場する。
これまで『みんなのうた』に「山口さんちのツトム君」などの人気曲を作曲したみなみらんぼうが、今回は番組で初めて歌唱を担当する。